# Barbarijse frankolijn
De Barbarijse frankolijn (Pternistis bicalcaratus; synoniem: Francolinus bicalcaratus) is een vogel uit de familie van de fazantachtigen (Phasianidae). De wetenschappelijke naam van de soort is gepubliceerd in 1766 door Linnaeus. De soort komt voor in het westen en midden van Afrika. In het midden van de vorige eeuw was de soort een populaire volièrevogel in Noord-Amerika, maar tegenwoordig wordt de soort niet meer gehouden.

## Kenmerken
De vogel is 30 tot 34 cm lang en heeft een spanwijdte van 45 tot 50 cm. Vrouwtjes wegen gemiddeld 381 gram, mannetjes 507 gram. Het is de enige soort frankolijn die ten noorden van de Sahara voorkomt. De Barbarijse frankolijn verschilt van de ander soorten frankolijnen van hetzelfde formaat en dezelfde grondkleuren door de pootkleur (dofgroen) en een lichte wenkbrauwstreep die sterk contrasteert met de donkere kruin en voorhoofd.

## Voorkomen en leefgebied
De soort komt voor in West- en Midden-Afrika. Binnen dit verspreidingsgebied zijn er drie ondersoorten:
- P. b. adamauae: van centraal Nigeria tot Kameroen en zuidwestelijk Tsjaad.
- P. b. ayesha: westelijk Marokko.
- P. b. bicalcaratus: van Senegal en Mauretanië tot westelijk Nigeria.

De Barbarijse frankolijn is in zijn verspreidingsgebied de meest voorkomende frankolijnsoort. Het is een vogel van half open landschappen waaronder bossavanne maar ook agrarisch gebied zoals kurkeikbossen, extensief beheerde weidegebieden, verwaarloosd akkerland en in Liberia in heuvelland tot op 1500 m boven de zeespiegel. Voorwaarde is de aanwezigheid van water op niet te grote afstand.

## Beschermingsstatus
De ondersoort  P. b. ayesha is sterk teruggelopen in aantallen in het noordelijke deel in Marokko. Dit is een wat grotere, donkerder gekleurde ondersoort. Voor de bescherming van deze soort zijn speciale plannen in uitvoering. De grootte van de hele wereldpopulatie is niet gekwantificeerd. Overal gaan de aantallen achteruit, maar plaatselijk is de vogel nog algemeen. Het tempo van achteruit gang ligt nog onder de 30% in tien jaar (minder dan 3,5% per jaar). Om deze redenen staat de Barbarijse frankolijn als niet bedreigde soort op de Rode Lijst van de IUCN.